# Селиванов (хутор)
Селиванов — хутор в Клетском районе Волгоградской области России. Входит в состав Захаровского сельского поселения. Население 227 чел. (2010) .

## История
В соответствии с Законом Волгоградской области от 14 февраля 2005 года  № 1003-ОД «Об установлении границ и наделении статусом Клетского района и муниципальных образований в его составе» , хутор вошёл в состав образованного Захаровского сельского поселения. 

## География
Расположен в западной  части региона, по р. Куртлак.
Уличная сеть состоит из пяти географических объектов: Северный пер., ул. Городок, ул. Крымская, ул. Прибрежная, ул. Придорожная.
Абсолютная высота 132 метра над уровнем моря.

## Население
| 2010 |
| ---- |
| 227  |

Гендерный состав
По данным Всероссийской переписи населения 2010 года в гендерной структуре населения из 227 человек мужчин — 111, женщин — 116 (48,9 и 51,1 % соответственно).
Национальный состав
Согласно результатам переписи 2002 года, в национальной структуре населения
русские составляли  88 % от общей численности населения в 221 чел. .

## Инфраструктура
Развитое сельское хозяйство. Личное подсобное хозяйство. 

## Транспорт
Проходит автодорога межмуниципального значения «Захаров (км 2,6) — Селиванов — Гвардейский» (идентификационный номер 18 ОП МЗ 18Н-54).